# گئورگ ناخشکاریان
گئورگ ساریبکی ناخشکاریان (ارمنی: Գևորգ Սարիբեկի Նախշքարյան؛  زادهٔ ۱۹۱۷ - درگذشته تاریخ نامعلوم ) ، کارشناس علوم پرورشی اهل ارمنستان بود.

## زندگی‌نامه
وی در ۱۹۱۷ در گوساناگیوغ به دنیا آمد و از دانشگاه دولتی علوم پرورشی خاچاطور آبوویان ارمنستان فارغ‌التحصیل گشت. وی همچنین برندهٔ جوایزی همچون نشان پرچم سرخ کار، نشان جنگ میهنی (درجه دو)، نشان ستاره سرخ، نشان انقلاب اکتبر و نشان برجسته افتخار شده است. 